# Acura MDX

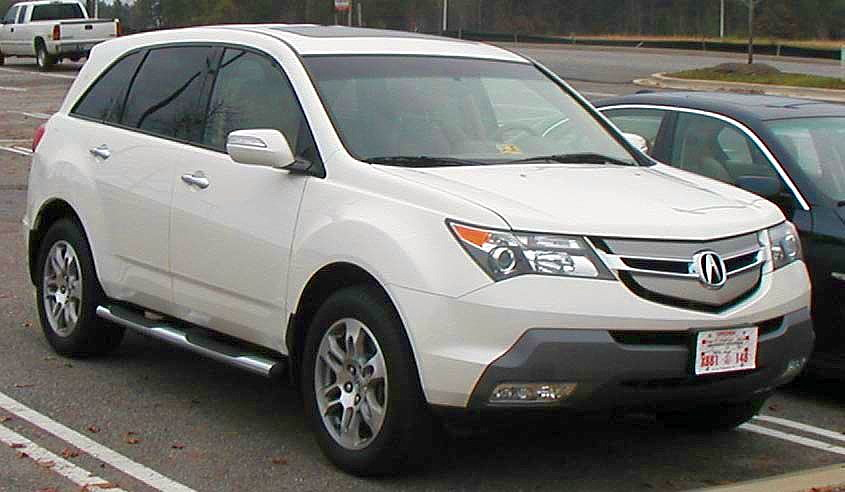
Acura MDX del 2007

L'Acura MDX és un vehicle de tipus full size SUV de luxe fabricat per Honda i venut sota la seva marca de luxe Acura al mercat de Nord-amèrica, incloent Japó i Austràlia (en aquests últims, es ven com a Honda MDX). Fabricat a la planta d'Alliston, Ontario, Canadà, va ser presentat a finals del 2000 com a model del 2001, substituint l'anterior Acura SLX; cobreix l'espai deixat per l'Honda Horizon que desaparegué el 1999. El 2003 es ven en el mercat japonès.
Rival d'aquest és el Lexus LX, Lincoln Navigator, BMW X5, Infiniti QX, Volvo XC90 i els Mercedes-Benz Classe GL i Cadillac Escalade.
El MDX fou el primer de la seva categoria a oferir una tercera fila de seients.